# Вильнюсская кальвария
Ви́льнюсская кальва́рия (лит. Kalvarijos) — комплекс историко-архитектурных сооружений, находящихся в Вильнюсе, Литва. Вильнюсская кальвария является местом католического паломничества и расположена на правом берегу реки Нерис на территории регионального парка Вяркяй. Вильнюсская кальвария состоит из костёла Обретения Святого Креста, 22 каменных часовен, 7 деревянных ворот. Вильнюсская кальвария отличается от остальных европейских Кальварий, состоящих в основном из 14 остановок Крестного Пути Иисуса Христа, наличием 35 сцен из жизни Иисуса Христа. Комплекс кальварии, включащий костёл Обретения Святого Креста, костёл Пресвятой Троицы, здания монастырей доминиканцев и тринитариев и четыре часовни, общей площадью в 1069489 м2, является объектом культурного наследия национального значения и охраняется государством; код в Регистре культурных ценностей Литовской Республики 4097.

## История
Первую литовскую кальварию построил епископ Юрий Тышкевич в Жемайтии. Создав кальварию, епископ в 1642 году переименовал местечко Гардай в Новый Иерусалим (в настоящее время Жемайчю-Калвария). Ещё до похода Алексея Михайловича в Литву, Георгий Тышкевич стал виленским епископом и запланировал построить кальварию в Вильно, реализацию которой поручил монахам доминиканского ордена. Строительство виленской кальварии было инициировано в 1662 году во время русско-польской войны 1654—1667 годов виленским епископом Ежи Бяллозором в знак благодарности Богу о спасении города Вильно от русских войск. Строительство кальварии было начато под руководством епископа Готардом Тизенхаузем на территории леса Веркяй. Строительные работы велись монахами из монашеского ордена доминиканцев на территории общей площадью 170 гектаров. В первую очередь монахами была построена небольшая деревянная часовня. Епископ Ежи Беллозор не дождался окончания строительства (умер в 1665 году). 9 июня 1669 года был построен деревянный костёл Обретения Святого Креста, которую освятил епископ Александр Казимир Сапега. Первоначально кальвария состояла из монастыря доминиканцев, церкви Обретения Святого Креста, 20 каменных часовен, семи деревянных и одной каменной ворот и кладбища.
В 1755 году доминиканцы построили каменный костёл Обретения Святого Креста в стиле рококо, который сохранился в первоначальном виде до нашего времени. От храма начинался Крестный путь. От храма спускалась вниз также широкая каменная лестница, ведущая к кладбищу. В 1812 году церковь значительно пострадала во время взятия Вильна наполеоновскими войсками. В 1860 году российскими властями был закрыт монастырь доминиканцев.
В 1962 году советские власти приняли решение разрушить вильнюсскую кальварию. В марте 1963 года были разрушены все каменные часовни. Были оставлены только 4 часовни, располагавшихся возле церкви. Церковь Воздвижения Святого Креста была закрыта. Со временем эти часовни и церковь стали разрушаться. Во время советской власти на территории вильнюсской кальварии производились только частичные захоронения на кладбище.
В мае 1990 года, после обретения независимости Литвы, начались восстановительные работы, которые производились в течение 12 лет. В мае 2003 года было совершено освящение новых часовен и торжественно открыт для паломничества Крестный путь, состоящий в настоящее время из 35 часовен.

## Галерея

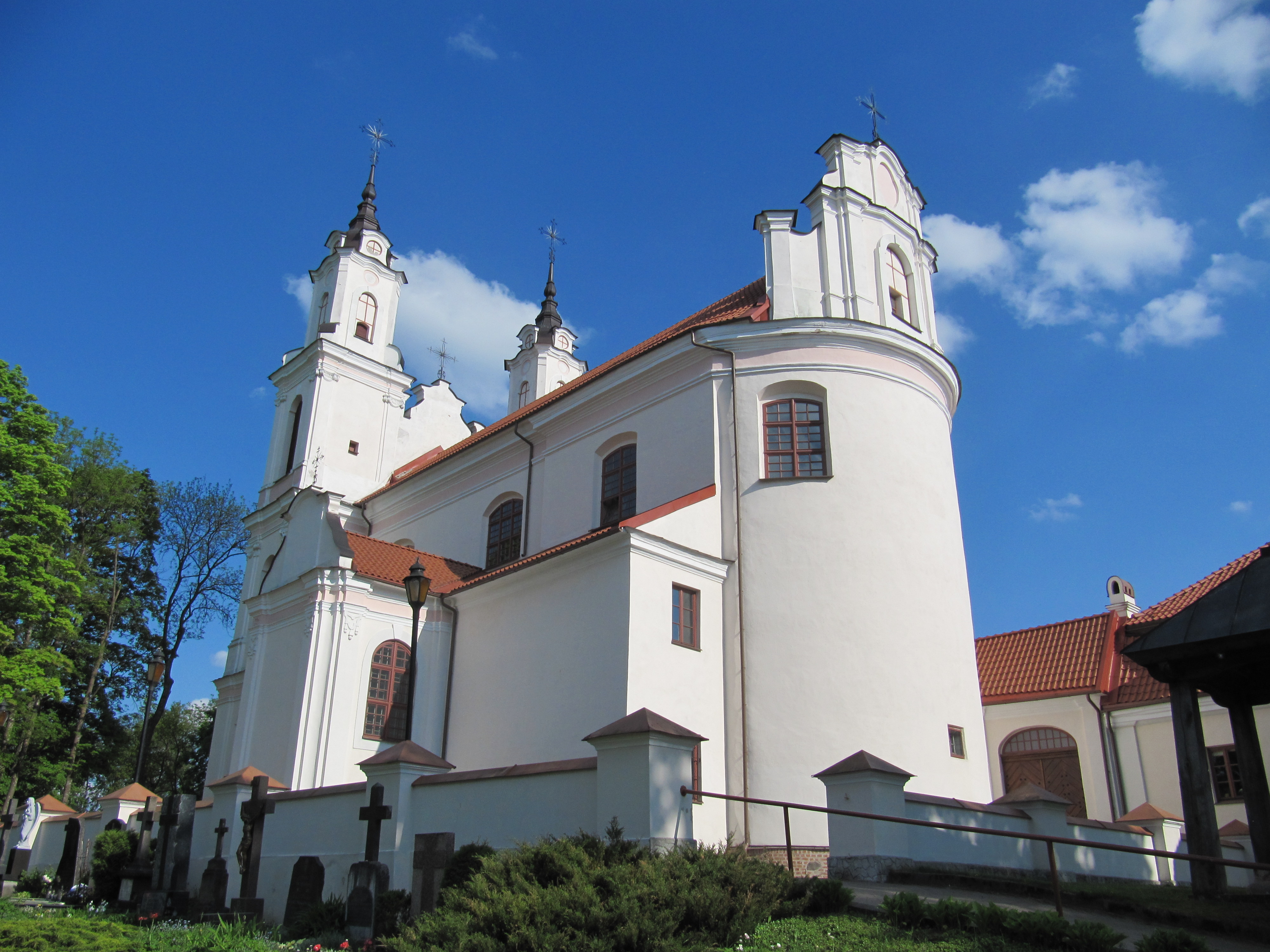
Церковь Обретения Святого Креста
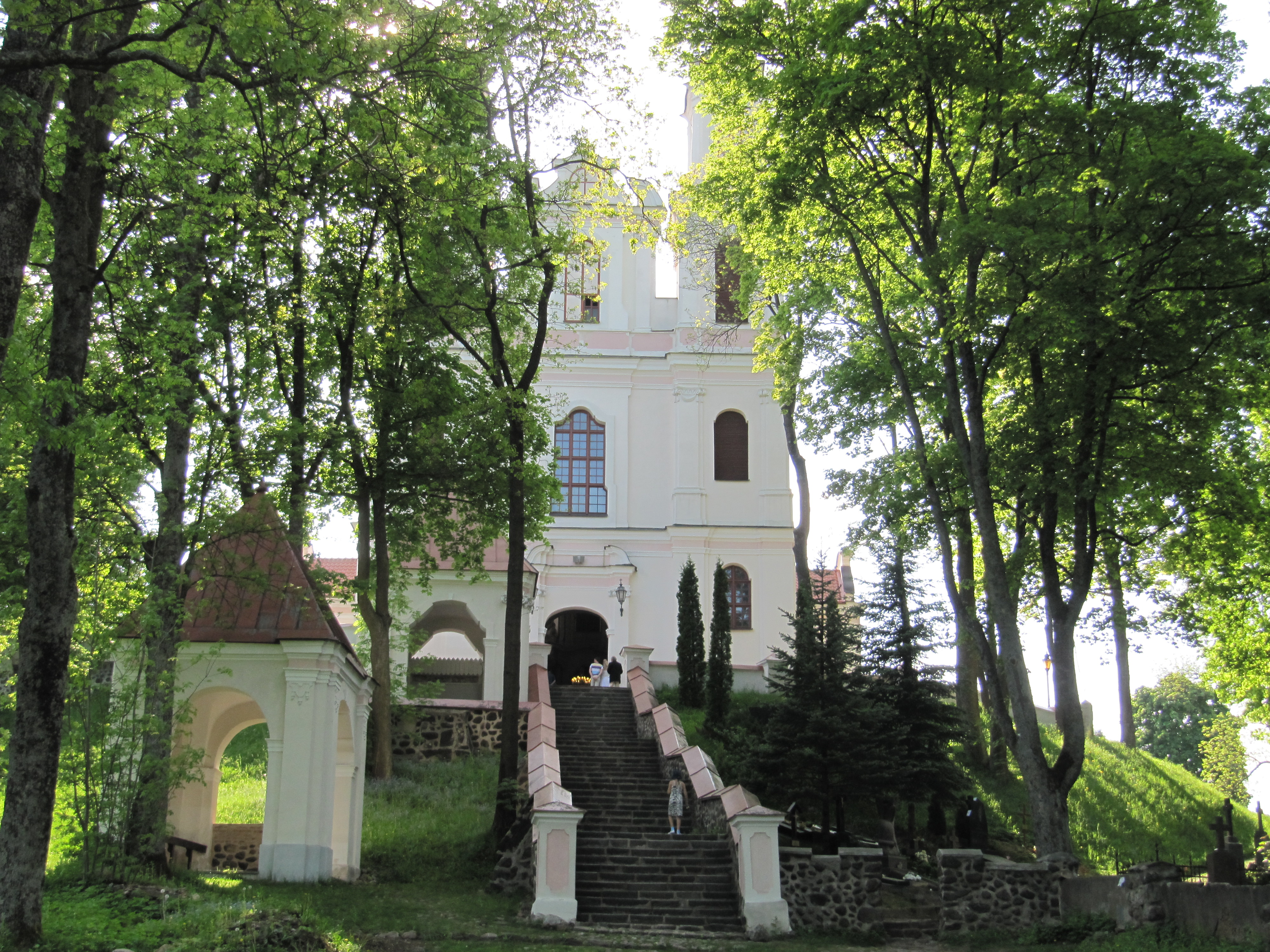
Каменная лестница – начало Кальварии.
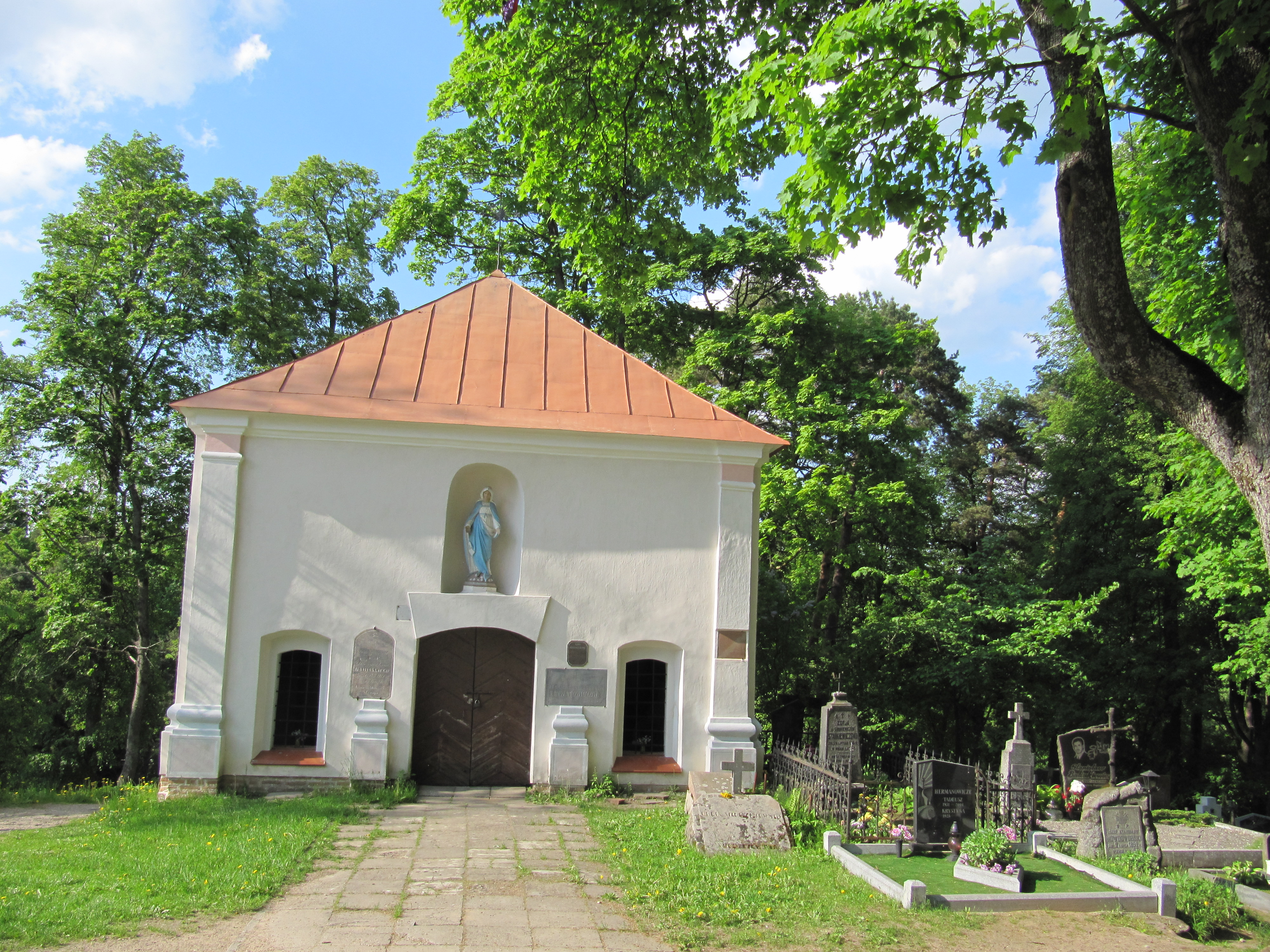
Часовня и кладбище.
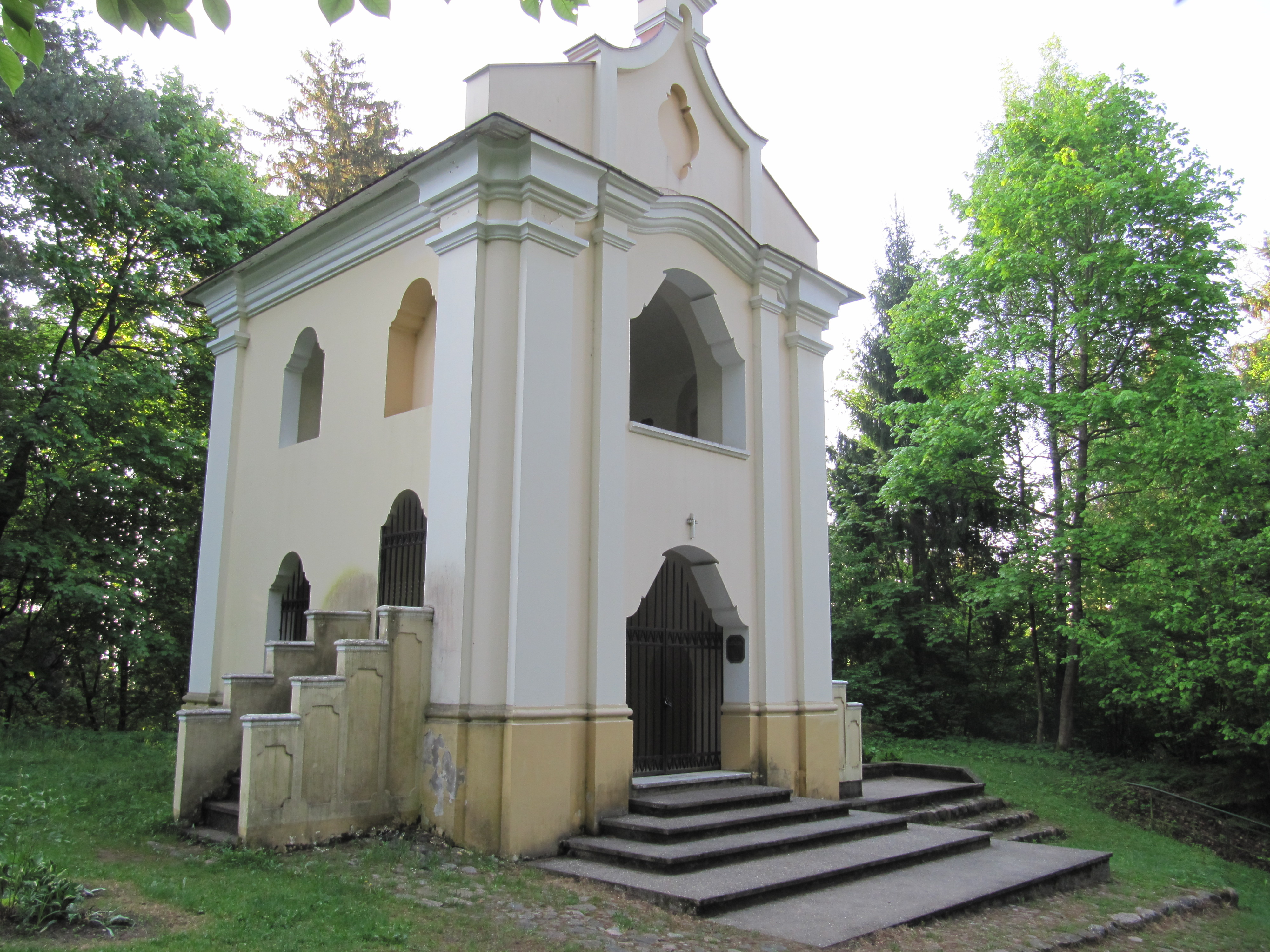
Одна из часовен, Региональный парк Вяркяй